# Kerunki (sjö i Kouvola, Kymmenedalen)
Kerunki är en sjö i kommunen Kouvola i landskapet Kymmenedalen i Finland. Sjön ligger 76,7 meter över havet. Arean är 1,01 kvadratkilometer och strandlinjen är 6,98 kilometer lång. Sjön  ingår i Kymmene älvs huvudavrinningsområde.   Den ligger omkring 70 km norr om Kotka och omkring 140 km nordöst om Helsingfors. 